# Twilite
Twilite – polski duet muzyczny grający muzykę w stylu indie-folk/singer-songwriter charakteryzującą się akustycznymi gitarowymi brzmieniami i melancholijną atmosferą. Grupę tworzą Paweł Milewski i Rafał Bawirsz.
Historia zespołu zaczęła się w roku 2006, kiedy przebywający na zarobkowej emigracji w Irlandii Paweł i Rafał postanowili ukonkretnić swoją dotychczasową internetową współpracę. Nagrane w domowych warunkach utwory duetu opublikowane zostały na drugiej i trzeciej części kompilacji Offensywa Piotra Stelmacha. W maju 2008 r., zauważeni i zaproszeni przez braci Kapsa z Contemporary Noise Quintet, Milewski i Bawirsz nagrali w Electric Eye Studio materiał na debiutancki album Bits & Pieces, który jest zbiorem kompozycji z ostatnich dwóch lat przebywania muzyków w Dublinie. W listopadzie 2008 roku zespół zagrał koncert promujący płytę w Studiu im. Agnieszki Osieckiej, był on transmitowany na antenie radiowej Trójki. Płyta Bits & Pieces ujrzała światło dzienne 24 stycznia 2009 r. Poza dwoma ogólnopolskimi trasami koncertowymi Twilite zagrali na Open’er Festival (2009) oraz m.in. przed Raz, Dwa, Trzy, José Gonzálezem, The Whitest Boy Alive i The Twilight Singers.
W maju 2010 udostępniona została do darmowego ściągnięcia EP-ka Else, której producentami byli Piotr Maciejewski (ex-Muchy, Drivealone) oraz Maciej Frycz. Wydawnictwo to ukazało się nakładem poznańskiej oficyny Ampersand Records i promowane było teledyskiem do utworu Fire promowanym przez polską, francuską, grecką i turecką edycję portalu MySpace.
28 marca 2011 r. ukazała się druga długogrająca płyta Twilite zatytułowana Quiet Giant. Składa się ona z 12 kompozycji, względem debiutu znacznie wzbogaconych aranżacyjnie. Na płycie pojawiają się m.in. perkusja, pianino, gitara elektryczna, klarnet i trąbka. Do udziału w nagraniach zaproszono gości, m.in. szwedzką wokalistkę Billie Lindahl (znaną jako Promise and the Monster), trębacza Macieja Fortunę czy Maxa Psuję, perkusistę grupy Kumka Olik. Album wyprodukowali Piotr Maciejewski (który gościnnie zagrał na perkusji, pianinie i gitarach) i Maciej Frycz. Płyta zebrała niezwykle przychylne opinie mediów.

## Dyskografia
- Bits & Pieces (2009)
- Else EP (2010)
- Quiet Giant (2011)